# Case IH Maxxum MX 170
Le Case IH Maxxum MX 170 est un modèle de tracteur agricole produit par le constructeur américain Case IH.
Faisant partie des derniers représentants de la gamme Maxxum et apparu en 1998, le MX 170 est produit jusqu'en 2003 avant que la production ne se poursuive sous la marque McCormick.

## Historique
C'est en 1989 que Case IH sort les premiers modèles de la gamme Maxxum, fabriqués dans l'usine allemande de Neuss. Ces tracteurs évoluent régulièrement et leur construction est déplacée en 1997 dans l'usine britannique de Doncaster lorsque Neuss ferme ses portes.
Les MX 150 et 170, apparus en 1998, sont les ultimes représentants de cette gamme, marqués par une augmentation de la puissance des moteurs. En 2003 Case IH cesse de produire ces deux tracteurs, mais leur construction se poursuit dans la même usine sous la marque McCormick du groupe Argo Tractors.

## Caractéristiques
Le Case IH MX 170 est un tracteur non articulé à quatre roues motrices. Le pont avant de construction Carraro, à transmission par cardan, ne possède pas de suspension.
Il est motorisé par un groupe fourni par Cummins. Ce moteur Diesel à six cylindres (alésage de 102 mm pour une course de 120 mm) en ligne, à injection directe, possède une cylindrée totale de 5 900 cm3. Équipé d'un turbocompresseur et d'un intercooler, il développe une puissance maximale de 177 ch DIN au régime de 1 600  à   2 000 tr/min.
Sa boîte de vitesses à 16 rapports avant et 12 arrière lui confère une vitesse maximale de 40 km/h.
Le relevage arrière a une capacité de 8 300 kg ; la prise de force arrière dispose de deux régimes de rotation, 540  et   1 000 tr/min.
La carrosserie du MX 170 est entièrement redessinée et la tracteur bénéficie d'une nouvelle cabine de conduite dont l'ergonomie de l'habitacle est revue et qui procure une meilleure visibilité au conducteur.